# Anaxyrus baxteri
Anaxyrus baxteri är en groddjursart som först beskrevs av Porter 1968.  Den ingår i släktet Anaxyrus och familjen paddor. Inga underarter finns listade i Catalogue of Life. Arten är utdöd i vilt tillstånd, men fortlever i fångenskap.

## Beskrivning
Arten har en mörkbrun, grönaktig till grå ovansida med små mörka fläckar, små vårtor och en otydlig mittlinje. Ibland kan den också ha längsstrimmor. Buken är även den fläckig; hanarna har dessutom vanligtvis en mörk strupe. Som mest blir de strax under 7 cm långa.
Paddynglen är genomgående mörka.

## Ekologi
I naturen förekom paddan främst i kortvuxna prärielandskap, sällan mer än 10 m från vattensamlingar som diken, träskmarker, bäckar, flodstränder, dammar och sjöar. Den föredrog höjder mellan 700 och 2 100 m.
Arten gräver ner sig inför övervintringen, som varar från oktober till februari.
I fångenskap har arten blivit 8 år gammal.

### Föda
Paddan livnär sig på ryggradslösa djur som bland annat myror och skalbaggar. Unga (nyförvandlade) paddor tros äta små tvåvingar, medan paddynglen lever av olika former av organiskt material, som de betar från ytorna på växter, stenar och andra föremål i vattnet.

### Fortplantning
Djur uppfödda i fångenskap blir könsmogna vid omkring ett års ålder. Vildlevande (och utplanterade) paddor leker i grunt vatten vid vassruggar, vanligen mellan maj och juni. Hanens lockläte är en lågfrekvent drill på omkring 80 Hz som varar i mellan 1 och 5 sekunder. Honan lägger vanligtvis mellan 1 000 och 6 000 ägg, som kläcks efter 4 till 6 dygn för frilevande paddor (omkring två dygn för djur i fångenskap). Ynglen förvandlas efter omkring 1 till 1,5 månader. 

## Utbredning och status
Historiskt har Anaxyrus baxteri utbredningsområde aldrig varit vidsträckt, det har som mest omfattat ett 2 330 km2 stort område på flodslätterna kring två floder (Big Laramie river respektive Little Laramie river) i närheten av Laramie i Wyoming, USA. Fram till 1950-talet har paddan dock varit vanlig. Under 1960- och 1970-talen minskade den emellertid kraftigt, och i mitten av 1980-talet antogs arten vara utdöd i vilt tillstånd. 1987 upptäcktes emellertid en mindre population vid Mortenson Lake i Wyoming. Paddan uppföds dessutom i fångenskap vid 7 zoologiska trädgårdar och offentliga akvarier i USA (Central Park Zoo, New York; Cheyenne Mountain Zoo, Colorado Springs, Colorado; Detroit Zoo, Detroit, Michigan; Houston Zoo, Houston, Texas; Sedgwick County Zoo, Wichita, Kansas; St. Louis Zoo, St. Louis, Missouri och Toledo Zoo, Toledo, Ohio) samt en federal och en delstatlig uppfödningsanläggning. Paddor från dessa institutioner sätts regelbundet ut vid Mortenson Lake, och utan dessa tillskott skulle troligen inte denna frilevande population kunna överleva. Arten klassificeras därför som utdöd i vilt tillstånd av IUCN. Resultatet av utsättningsförsöken anses inte uppmuntrande.
Främsta anledningen till nergången tros vara svampsjukdomen chytridiomycosis (orsakad av Batrachochytrium dendrobatidis). Som bidragande orsaker anges predatation (inte minst av introducerade arter), påverkan av bekämpningsmedel och vattenregleringar.

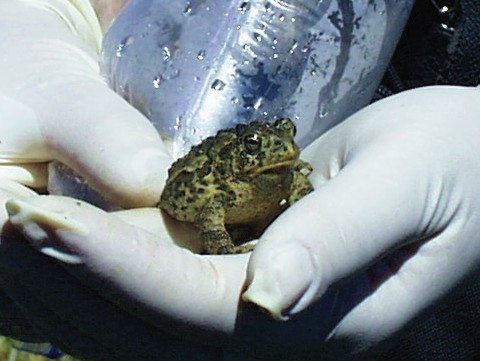
Padda som inspekteras av biolog.